# 1277
Високе Середньовіччя •  Реконкіста •  Хрестові походи •  Монгольська імперія

## Геополітична ситуація
Михайло VIII Палеолог є імператором Візантійської імперії (до 1282), а Рудольф I королем Німеччини (до 1291). У Франції править Філіп III Сміливий (до 1285).
Апеннінський півострів розділений: північ належить Священній Римській імперії, середню частину займає Папська область, південь належить Сицилійському королівству. Деякі міста півночі: Венеція, Піза, Генуя тощо, мають статус міст-республік.
Майже весь Піренейський півострів займають християнські Кастилія (Леон, Астурія, Галісія), Наварра, Арагонське королівство (Арагон, Барселона) та Португалія, під владою маврів залишилися тільки землі на самому півдні. Едуард I Довгоногий є королем Англії (до 1307), Пржемисл Отакар II — Богемії (до 1278), а королем Данії — Ерік V (до 1286).
Руські землі перебувають під владою Золотої Орди. Король Русі Лев Данилович править у Києві та Галичі (до 1301), Роман Михайлович Старий — у Чернігові (до 1288), Дмитро Олександрович Переяславський — у Володимиро-Суздальському князівстві (до 1294). На чолі королівства Угорщина стоїть Ласло IV Кун (до 1290). У Кракові княжить Болеслав V Сором'язливий (до 1279).
Монгольська імперія займає більшу частину Азії, але вона розділена на окремі улуси, що воюють між собою. У північному Китаї править монгольська династія Юань, на півдні династія Сун усе ще чинить опір завойовникам. У Єгипті правлять мамлюки. Невеликі території на Близькому Сході утримують хрестоносці. Мариніди правлять у Магрибі. Делійський султанат є наймогутнішою державою Північної Індії, а на півдні Індії держава Пандья витісняє Чолу. В Японії триває період Камакура.
Цивілізація майя переживає посткласичний період. Почала зароджуватися цивілізація ацтеків.

## Події
- Розпочався понтифікат Миколая III.
- Англійський король Едуард I Довгоногий та валлійський правитель Ллівелін ап Гріфід уклали угоду в Аберконві.
- У Болгарії владу узурпував народний цар Івайло.
- Паризький єпископ Етьєн Танп'єр засудив 219 філософських та теологічних положень аверроїзму.
- Роджера Бекона відсторонили від викладання в Оксфордському університеті.
- Єгипетський султан Бейбарс завдав поразки монголам у битві при Ельбістані, але незабаром помер, отруївшись кумисом. Новим султаном став його син Саїд Берке.
- Карл I Анжуйський купив Єрусалимське королівство, внаслідок чого хрестоносці розділилися на прибічників Карла та короля Кіпру Гуго III.
- Бірманська держава Паган зазнала поразки від військ імператора Хубілая з династії Юань й почала занепадати.
- Війська Хубілая дали відсіч нападу хана Кайду на Каракорум. Кайду втік в район Іртиша.

## Народились
- Акамацу Норімура, японський самурайський полководець періоду Намбокутьо.